# Igreja Paroquial de Fátima

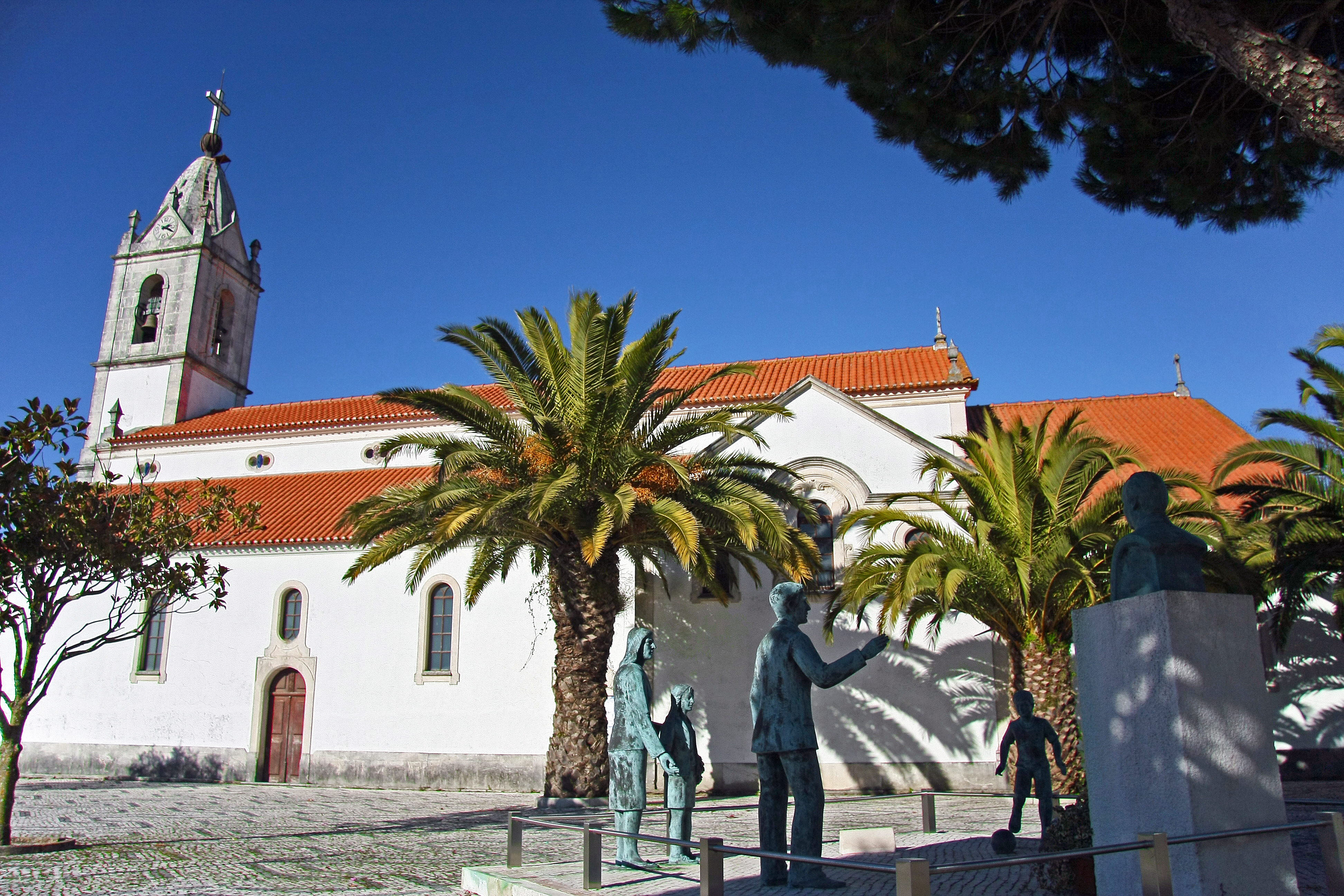
Vista lateral da Igreja Paroquial de Fátima e dos Pastorinhos.

A Igreja Paroquial de Fátima, também conhecida como Igreja Paroquial de Fátima e dos Pastorinhos, Igreja de Nossa Senhora dos Prazeres ou Igreja Matriz de Fátima, localiza-se na freguesia de Fátima, Município de Ourém, no Distrito de Santarém, antiga província da Beira Litoral, região do Centro e sub-região do Médio Tejo, em Portugal.

## História
Esta igreja paroquial da região da Serra de Aire, atualmente integrada na freguesia de Fátima, tem como padroeira Nossa Senhora dos Prazeres e foi desmembrada da Colegiada de Ourém no ano de 1568. Nas suas proximidades situam-se os lugares de Aljustrel, da Cova da Iria e dos Valinhos.
Enquanto jurisdição paroquial possui, na aldeia da Moita Redonda, uma capela em honra de Santa Luzia, erguida a 1604; no lugar de Boleiros, uma capela em honra de Santa Bárbara, erguida em 1607; outra capela no lugar de Montelo, em honra de Nossa Senhora da Vida, erguida em 1604; no Poço do Soudo, uma capela em honra de Santo António; e um antigo e muito devotado santuário mariano na Ortiga, em honra de Nossa Senhora da Ortiga, no lugar de Maxieira uma capela em honra de São Pedro e Nossa Sra do Rosário. 
Foi o local de baptismo dos três pastorinhos de Fátima, conhecidos devido às aparições da Virgem Maria.

## Características

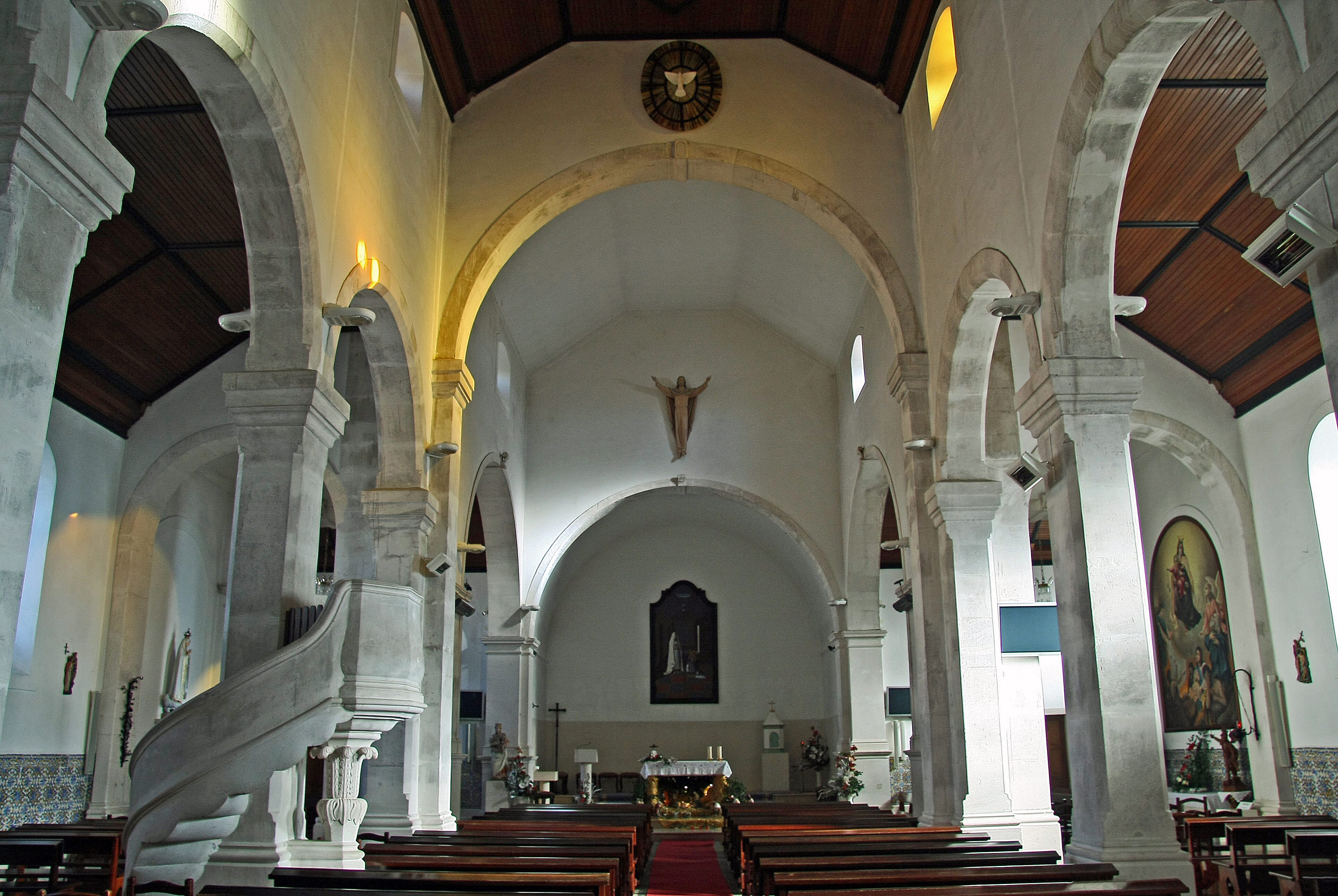
Interior da Igreja Matriz de Fátima.

A igreja paroquial de Fátima esteve quase sempre em obras: passou de uma só nave para três, em 1915, uma obra terminada pelo Padre Agostinho em 1925. Em 1956 foram realizadas mais algumas modificações, pois foram-lhe retiradas algumas colunas. Finalmente, no ano 2000, no ano da beatificação dos pastorinhos Francisco e Jacinta Marto, a igreja viu a sua mais recente renovação e a qual se conserva no presente.